# Else Heims
Else Heims, född 3 oktober 1878 i Berlin, 20 februari 1958 i Santa Monica, Kalifornien, USA, var en tysk skådespelare.
Hon var från 1905 anställd vid Deutsches Theater i Berlin, där hon med sin skönhet, sin grace och sitt muntra lynne länge var mycket uppskattad, särskilt i klassisk komedi. Bland hennes roller märks Portia i Köpmannen i Venedig, Beatrice i Mycket väsen för ingenting, Minna von Barnhelm och Margareta i Faust. Heims deltog i Deutsches Theaters gästspel i Stockholm 1915.
Else Heims var en tid gift med regissören Max Reinhardt i hans första äktenskap, och fick med honom sönerna Wolfgang och Gottfried Reinhardt. Efter nazisternas maktövertagande i Tyskland tvingades hon fly landet, och slog sig ned i USA. Efter andra världskriget bodde Heims omväxlande i USA och Europa.